# Martin Grandits
Martin Grandits (* 1982 in Wien, Österreich) ist ein österreichischer Künstler.

## Leben
Grandits studierte von 2006 bis 2012 in der Klasse für Transmediale Kunst bei Brigitte Kowanz an der Universität für angewandte Kunst in Wien. Während des Studiums erhielt er das Stipendium für besondere Leistungen der Universität. Protegiert von Stefan Bidner nahm Grandits schon früh an Ausstellungen mit bedeutenden Künstlern und Künstlerinnen wie Jakob Lena Knebl, Sarah Lucas, Paul McCarthy oder Franz West teil. Er partizipierte an allen Ausgaben der Parallel, entweder in Form von Einzelpräsentationen oder in Kollaboration mit anderen Künstlern wie Erwin Wurm 2017. Bei seiner ersten institutionellen Einzelausstellung zeigte Grandits 2019 skulpturale Arbeiten im Bank Austria Kunstforum. Im Zuge dessen erschien sein autobiographischer Katalog Grandits for all. 2021 folgte die zweite Publikation Caspar David Kärnten, die sich mit einem längeren Aufenthalt in Kärnten befasst. Seine Arbeiten waren weltweit in Galerien und Museen zu sehen und befinden sich in öffentlichen sowie privaten Kunstsammlungen.
Grandits lebt und arbeitet in Wien. Seine Schwester Teresa Grandits ist ebenfalls Künstlerin.

## Werk
Das Werk von Martin Grandits umfasst Skulpturen, Objekte, Malerei, Grafik, Installationen und Mode.
Bekannt ist er für seinen satirischen Zugang, wobei die Ästhetik des Alltags eine große Bedeutung einnimmt. Ausgehend von persönlichen Beobachtungen und Erfahrungen behandelt Grandits gesellschaftliche Phänomene wie Warenfetisch, Konsumwahn oder Klassizismus. Daneben finden private Themen wie Liebeskummer, Schmerz, Sucht und Traurigkeit Eingang in seine Arbeiten. Zudem lassen sich kunsthistorische und popkulturelle Referenzen wiederfinden.
Bereits während des Studiums entstanden Arbeiten, die zentrale Merkmale seiner späteren Werke beinhalten. So fasste Grandits nach der Erkenntnis, dass Nordic Walking Sticks keinen Mehrwert erzeugen, sondern lediglich eine Erfindung der Industrie sind, den Entschluss, der Wirtschaft unter die Arme zu greifen und entwarf verschiedene Modelle für diverse Zielgruppen, um den Gewinn zu maximieren. Neben Walking Sticks für Raver oder Heavy-Metal-Fans entstand eine exklusive Version mit dem Chanel-Logo. Die Auseinandersetzung mit der Wirkung von Logos, Marken und Typographien zieht sich bis zur Gegenwart. Grandits verändert diese und setzt sie so in einen neuen Kontext. Um während seiner Studentenzeit erfolgreich in Clubs zu gelangen, fertigte er eigene Chanel T-Shirts mit dem Aufdruck „Pour clochard Chanel“ – „Chanel für Penner“ an. Die T-Shirts verkauften sich weltweit und wurden von Prominenten wie Courtney Love getragen. In einer aktuellen Werkserie verlegt er die Adresse des französischen Modehauses von der Rue Cambon in die Rue de Urine.
Seine skulpturalen Arbeiten nehmen häufig Bezug auf reale oder fiktionale Figuren der Zeitgeschichte. Neben Tom Turbo, Udo Jürgens oder Wayne Rooney setzte sich Grandits etwa mit dem Kokainskandal von Andreas Goldberger auseinander und beleuchtete unter Berücksichtigung von Sigmund Freuds tiefenpsychologischen Drei-Instanzen-Modell den Druck auf Leistungssportler und deren mediale Wahrnehmung.
Viele seiner künstlerischen Ideen verbleiben im Status des visuellen Konzeptes, da deren Umsetzung große Herausforderungen in sich bergen. Darunter fallen Entwürfe für Kunst im öffentlichen Raum, zum Beispiel ein 80 m hoher Bademantel aus Marmor in der Mitte des Wörthersees, der Udo Jürgens und seinen glorreichen Triumph über die ‚Autriche-Zero-Points-Lobby‘ beim Song Contest in Luxemburg 1966 würdigen soll. Oder ein Mahnmal in Form einer Kokain-Spur, die einmal um die gesamte Wiener Ringstraße führt, um an Reinhard Fendrich zu erinnern.
Während die Skulpturen und Objekte oftmals humoristisch anmuten, finden persönliche Themen verstärkt Ausdruck in der Malerei. Dabei wählt er einen expressionistischen Ansatz, da ihn das reine Festhalten von Momenten weniger interessiert. Grandits zieht die Analogie zur Musik, die über Harmonien auch nonverbal funktioniert. Seine Malerei dient nicht nur zu eigenen Verarbeitung, sondern fungiert als Kommunikationsform, um Emotionen bei den Betrachtenden auszulösen.

## Sonstiges
Laut dem Regisseur Marvin Kren war Martin Grandits die Inspiration für den Film Der weiße Kobold und dessen Protagonisten Martin. Er tritt selbst in mehreren Szenen auf und trägt dabei die gleiche Kleidung wie der Hauptdarsteller. Zudem sind einige seiner Kunstwerke im Film zu sehen, wobei die vergoldete Leberkässemmel eine zentrale Rolle einnimmt.
Einen Tag nach Ausbruch des Ukraine-Konflikts 2022 gestaltete Grandits das größte Friedenszeichen Europas mit einer Friedenstaube und dem Ausspruch „In Peace we trust“.
Seit 2019 wird ein biographischer Dokumentationsfilm unter der Leitung von Joseph Scholler und Patricia Petrovsky gedreht.

## Ausstellungen (Auswahl)
- 2008: Biennial Of Young Artists From Europe and The Mediterranean, Brüssel (BE)
- 2008: ARTmART, Künstlerhaus, Wien (AT)
- 2009: RANDZONE, Galerie Schloss Parz (AT)
- 2010: Psychonavigation, Essential Existence Gallery, Spinnerei Leipzig (DE)
- 2011: Blossoms of a Multitude, Künstlerhaus Bregenz (AT)
- 2011: MGU Groupshow, Milk Gallery, New York (USA)
- 2012: Zur Taufe mit Hermann Nitsch, Grelle Forelle, Vienna (AT)
- 2012: Sexualität & Kunst, Palais Palffy, Wien (AT)
- 2013: Sport der Bruder der Arbeit, REMAP 4, Athens Biennale, Athen (GR)
- 2014: Franz Graf. Siehe was dich sieht, Belvedere 21, Wien (AT)
- 2015: The Vacancy, Gallery Crone + Zeitmagazin, Berlin (DE)
- 2017: Mad Cow, SCAG, Belmacz London (UK)
- 2017: lightness and matter. matter and lightness, Kunstraum Niederoesterreich (AT)
- 2017: Totally banana mit Erwin Wurm, Parallel (AT)
- 2019: Martin Grandits. Absolut Grandits, Bank Austria Kunstforum, Wien (AT)
- 2019: Grandits for all, Book launch, Looshaus, Wien (AT)
- 2021: On the level or the man who fell out of bed, Krinzinger Schottenfeld, Wien (AT)
- 2021: Caspar David Kärnten, Book launch mit Verlag für moderne Kunst, Wien (AT)
- 2022: Schneller. Higher. Stärker, Plain Art, Wien (AT)
- 2023: Über das Neue, Belvedere 21 (AT)
- 2023: 1/2 1/2, Hermetika, Berlin Art Week (GER)

## Auszeichnungen und Stipendien
- 2008 Stipendium der Universität für angewandte Kunst Wien
- 2008 Otto-Prutscher-Kunstpreis
- 2008 Messe-Preis für den besten Galerieauftritt auf der Viennafair mit der Galerie Konzett
- 2012 Stipendium des Bundesministeriums für Bildung, Kunst und Kultur Österreich
- 2012 Gewinner des Kunstwettbewerbs für das offizielle Kunstwerk für die Youth Olympic Games Innsbruck
- 2014 Hooper Projects Residency Los Angeles

## Sammlungen
Die Werke von Martin Grandits sind in zahlreichen Sammlungen vertreten: Niarchos Collection Greece, Fondazione Prada Milano, Safia Rashid Collection Monaco, Rema Hort Foundation NYC, Gerisch Foundation Germany sowie zahlreiche Privatsammlungen weltweit.

## Publikationen
- Grandits 4 All, Eigenverlag, Wien 2019.
- Caspar David Kärnten. Verlag für moderne Kunst, Wien 2021, ISBN 978-3-903572-21-8.